# La Loye
La Loye är en kommun i departementet Jura i regionen Bourgogne-Franche-Comté i östra Frankrike. Kommunen ligger i kantonen Montbarrey som tillhör arrondissementet Dole. År 2022 hade La Loye 537 invånare.

## Befolkningsutveckling
Antalet invånare i kommunen La Loye
Referens:INSEE